# Škoda Fabia R5
El Škoda Fabia R5 es un vehículo de competición basado en el Škoda Fabia con homologación R5 y construido por Škoda Motorsport para su uso en competiciones de rally. Se diseñó como sustituto del Škoda Fabia S2000 y desde su puesta en marcha ha logrado diversas victorias y títulos en competiciones nacionales e internacionales.
Debutó en competición en 2015 y desde entonces ha vencido en la categoría WRC 2 en tres ocasiones, 2016, 2017 y 2018; en el CODASUR, también en tres ocasiones, 2016, 2017 y 2018 y en el APRC de igual manera de 2016 a 2018. En el Campeonato de Oriente Medio de Rally obtuvo otro título en 2016 con Nasser Al-Attiyah al volante.

## Desarrollo
Škoda que ya contaba con otras homologaciones para competición sobre el Fabia, como el Škoda Fabia S2000 que ya había logrado varias victorias en competiciones internacionales, decidió dar el salto y fabricar su propio modelo en la categoría R5 tanto para su uso como modelo oficial como para pilotos privados. La marca empleó quince meses en desarrollarlo y obtuvo la homologación el 1 de abril de 2015.
Se diseñó sobre la base de la tercera generación del Škoda Fabia aunque sus características técnicas distan mucho del modelo de calle. Posee tracción a las cuatro ruedas, con un motor turbo de 1.620 cm³ que alcanza los 280 cv y una caja de cambios de 5 velocidades. El motor elegido fue el que monta en el mercado chino el Volkswagen Lamando y el Škoda Superb, aunque con capacidad de 1,8 cc. De esta manera se tuvo reducir a 1,6 cc para ajustarse a la categoría R5 así como se ajustaron el sistema de distribución de válvulas y el sistema de combustible. Se modificaron el sistema de aceite y el sistema de ventilación y se le incorporó un turbo procedente del Audi S3. Se prestó especial atención a la fiabilidad para garantizar su rendimiento en competición.
El motor está posicionado sobre el eje delantero y la transmisión trasera está conectada a través de un eje de tipo cardán. Los diferenciales trasero y delantero, son mecánicos autoblocantes sin electrónica y no posee un diferencial entre ejes y al accionar el freno de mano se activa un embrague de desconexión. La caja de cambios consta de cinco velocidades y posibilidad de accionarlas manual o secuencialmente. La suspensión en ambos ejes es tipo McPherson.
El tipo de neumáticos y discos de freno son diferentes según la superficie y siempre acorde a la normativa. En pruebas de asfalto se montan llantas de 18 pulgadas y discos de 355 mm delante y 300 mm atrás, mientras que sobre tierra las llantas son 15 pulgadas y los discos de freno son de 300 mm. Monta neumáticos Michelin con tres compuestos distintos para asfalto y dos para tierra. Los amortiguadores se regulan también según la superficie o las condiciones meteorológicas. El depósito de combustible también se adapta a la normativa de la FIA y está fabricado con un tejido de kevlar y goma y el fondo de 10 mm de espesor con una cubierta de fibra de vidrio-kevlar. Škoda ofrece a sus clientes hasta veinte tipos distintos de combustibles.
Se presentó oficialmente en el Salón del Automóvil de Essen en noviembre de 2014 bajo el nombre provisional de Skoda Fabia R5 Concept.
La versión básica del Fabia R5 tiene un coste inicial de 180.000 € con soporte técnico de Škoda y suministro de piezas originales. En 2017, dos años después de su homologación, Škoda alcanzó la cifra de cien unidades vendidas y en 2019 superó las 260 unidades entregadas.

### Škoda Fabia R5 Evo
En marzo de 2019 Škoda presentó en el Salón del Automóvil de Ginebra una nueva versión del Fabia R5 con un motor más afinado y cambios en la carrocería.
Debutó en competición en el Rallye Český Krumlov con Jan Kopecký al volante logrando la victoria por delante de tres Škoda Fabia R5 de pilotos locales.
Desde 2020 este modelo lleva el nombre de Škoda Fabia Rally2 evo, debido al cambio de normativa de la FIA.

## Palmarés

### Títulos
| Piloto              | Campeonato      | Años                         |
| ------------------- | --------------- | ---------------------------- |
| Nasser Al-Attiyah   | WRC 2           | 2015                         |
| Esapekka Lappi      | WRC 2           | 2016                         |
| Pontus Tidemand     | WRC 2           | 2017                         |
| Jan Kopecký         | WRC 2           | 2018                         |
| Pierre-Louis Loubet | WRC 2           | 2019                         |
| Andreas Mikkelsen   | WRC 2           | 2021                         |
| Kalle Rovanperä     | WRC 2 Pro       | 2019                         |
| Chris Ingram        | ERC             | 2019                         |
| Andreas Mikkelsen   | ERC             | 2021                         |
| Gustavo Saba        | Codasur         | 2016, 2017, 2018             |
| Nasser Al-Attiyah   | MERC            | 2016                         |
| Gaurav Gill         | APRC            | 2016, 2017                   |
| Yuya Sumiyama       | APRC            | 2018                         |
| Manvir Baryan       | ARC             | 2017, 2018, 2019             |
| Sylvain Michel      | Francia         | 2016                         |
| Fabian Kreim        | Alemania        | 2016, 2017, 2019             |
| Jan Kopecký         | República Checa | 2015, 2016, 2017, 2018, 2019 |
| Norbert Herczig     | Hungría         | 2015, 2016, 2017             |
| Ferenc Vincze Jr    | Hungría         | 2019                         |

### Victorias en el WRC 2 Pro
| N.º | Año  | Rally                       | Piloto          | Copiloto        | Vehículo           | Notas |
| --- | ---- | --------------------------- | --------------- | --------------- | ------------------ | ----- |
| 1   | 2019 | 1º Copec Rally Chile 2019   | Kalle Rovanperä | Jonne Halttunen | Škoda Fabia R5     |       |
| 2   | 2019 | 53.er Rally de Portugal     | Kalle Rovanperä | Jonne Halttunen | Skoda Fabia R5 Evo |       |
| 3   | 2019 | 16º Rally d'Italia Sardegna | Kalle Rovanperä | Jonne Halttunen | Skoda Fabia R5 Evo |       |
| 4   | 2019 | 69. Neste Rally Finland     | Kalle Rovanperä | Jonne Halttunen | Skoda Fabia R5 Evo |       |
| 5   | 2019 | 37. ADAC Rallye Deutschland | Jan Kopecký     | Pavel Dresler   | Skoda Fabia R5 Evo |       |
| 6   | 2019 | 75. Wales Rally GB          | Kalle Rovanperä | Jonne Halttunen | Skoda Fabia R5 Evo |       |

### Victorias en el WRC 2
| N.º | Año  | Rally                               | Piloto                                            | Copiloto                                                 | Vehículo               | Notas  |
| --- | ---- | ----------------------------------- | ------------------------------------------------- | -------------------------------------------------------- | ---------------------- | ------ |
| 1   | 2015 | Rally de Polonia de 2015            | Esapekka Lappi                                    | Janne Ferm                                               | Škoda Fabia R5         | [ 9 ]  |
| 2   | 2015 | Rally de Finlandia de 2015          | Esapekka Lappi                                    | Janne Ferm                                               | Škoda Fabia R5         | [ 9 ]  |
| 3   | 2015 | Rally de Alemania de 2015           | Jan Kopecký                                       | Pavel Dresler                                            | Škoda Fabia R5         | [ 9 ]  |
| 4   | 2015 | Rally Cataluña de 2015              | Pontus Tidemand                                   | Emil Axelsson                                            | Škoda Fabia R5         | [ 9 ]  |
| 5   | 2016 | Rally México de 2016                | Teemu Suninen                                     | Mikko Markkula                                           | Škoda Fabia R5         | [ 10 ] |
| 6   | 2016 | Rally de Argentina de 2016          | Nicolás Fuchs                                     | Fernando Mussano                                         | Škoda Fabia R5         | [ 10 ] |
| 7   | 2016 | Rally de Portugal de 2016           | Pontus Tidemand                                   | Jonas Andersson                                          | Škoda Fabia R5         | [ 10 ] |
| 8   | 2016 | Rally de Cerdeña de 2016            | Teemu Suninen                                     | Mikko Markkula                                           | Škoda Fabia R5         | [ 10 ] |
| 9   | 2016 | Rally de Polonia de 2016            | Teemu Suninen                                     | Mikko Markkula                                           | Škoda Fabia R5         | [ 10 ] |
| 10  | 2016 | Rally de Finlandia de 2016          | Esapekka Lappi                                    | Janne Ferm                                               | Škoda Fabia R5         | [ 10 ] |
| 11  | 2016 | Rally de Alemania de 2016           | Esapekka Lappi                                    | Janne Ferm                                               | Škoda Fabia R5         | [ 10 ] |
| 12  | 2016 | Rally Cataluña de 2016              | Jan Kopecký                                       | Pavel Dresler                                            | Škoda Fabia R5         | [ 10 ] |
| 13  | 2016 | Rally de Gran Bretaña de 2016       | Esapekka Lappi                                    | Janne Ferm                                               | Škoda Fabia R5         | [ 10 ] |
| 14  | 2016 | Rally de Australia de 2016          | Esapekka Lappi                                    | Janne Ferm                                               | Škoda Fabia R5         | [ 10 ] |
| 15  | 2017 | Rally de Montecarlo de 2017         | Andreas Mikkelsen                                 | Anders Jæger                                             | Škoda Fabia R5         | [ 11 ] |
| 16  | 2017 | Rally de Suecia de 2017             | Pontus Tidemand                                   | Jonas Andersson                                          | Škoda Fabia R5         | [ 11 ] |
| 17  | 2017 | Rally México de 2017                | Pontus Tidemand                                   | Jonas Andersson                                          | Škoda Fabia R5         | [ 11 ] |
| 18  | 2017 | Rally de Córcega de 2017            | Andreas Mikkelsen                                 | Anders Jæger                                             | Škoda Fabia R5         | [ 11 ] |
| 19  | 2017 | Rally de Argentina de 2017          | Pontus Tidemand                                   | Jonas Andersson                                          | Škoda Fabia R5         | [ 11 ] |
| 20  | 2017 | Rally de Portugal de 2017           | Pontus Tidemand                                   | Jonas Andersson                                          | Škoda Fabia R5         | [ 11 ] |
| 21  | 2017 | Rally de Cerdeña de 2017            | Jan Kopecký                                       | Pavel Dresler                                            | Škoda Fabia R5         | [ 11 ] |
| 22  | 2017 | Rally de Polonia de 2017            | Ole Christian Veiby                               | Stig Rune Skjærmoen                                      | Škoda Fabia R5         | [ 11 ] |
| 23  | 2017 | Rally de Finlandia de 2017          | Jari Huttunen                                     | Antti Linnaketo                                          | Škoda Fabia R5         | [ 11 ] |
| 24  | 2017 | Rally de Gran Bretaña de 2017       | Pontus Tidemand                                   | Jonas Andersson                                          | Škoda Fabia R5         | [ 11 ] |
| 25  | 2018 | Rally de Montecarlo de 2018         | Jan Kopecký                                       | Pavel Dresler                                            | Škoda Fabia R5         | [ 12 ] |
| 26  | 2018 | Rally México de 2018                | Pontus Tidemand                                   | Jonas Andersson                                          | Škoda Fabia R5         | [ 12 ] |
| 27  | 2018 | Rally de Córcega de 2018            | Jan Kopecký                                       | Pavel Dresler                                            | Škoda Fabia R5         | [ 12 ] |
| 28  | 2018 | Rally de Argentina de 2018          | Pontus Tidemand                                   | Jonas Andersson                                          | Škoda Fabia R5         | [ 12 ] |
| 29  | 2018 | Rally de Portugal de 2018           | Pontus Tidemand                                   | Jonas Andersson                                          | Škoda Fabia R5         | [ 12 ] |
| 30  | 2018 | Rally de Cerdeña de 2018            | Jan Kopecký                                       | Pavel Dresler                                            | Škoda Fabia R5         | [ 12 ] |
| 31  | 2018 | Rally de Finlandia de 2018          | Erik Pietarinen                                   | Juhana Raitanen                                          | Škoda Fabia R5         | [ 12 ] |
| 32  | 2018 | Rally de Alemania de 2018           | Jan Kopecký                                       | Pavel Dresler                                            | Škoda Fabia R5         | [ 12 ] |
| 33  | 2018 | Rally de Turquía de 2018            | Jan Kopecký                                       | Pavel Dresler                                            | Škoda Fabia R5         | [ 12 ] |
| 34  | 2018 | Rally de Gran Bretaña de 2018       | Kalle Rovanperä                                   | Jonne Halttunen                                          | Škoda Fabia R5         | [ 12 ] |
| 35  | 2018 | Rally Cataluña de 2018              | Kalle Rovanperä                                   | Jonne Halttunen                                          | Škoda Fabia R5         | [ 12 ] |
| 36  | 2019 | 16.º Rally Guanajuato México        | Benito Guerra                                     | Jaime Zapata                                             | Škoda Fabia R5         | [ 13 ] |
| 37  | 2019 | 62.º CORSICA Linea Tour de Corse    | Fabio Andolfi                                     | Simone Scattolin                                         | Škoda Fabia R5         | [ 13 ] |
| 38  | 2019 | 53.º Vodafone Rally de Portugal     | Pierre-Louis Loubet                               | Vincent Landais                                          | Škoda Fabia R5         | [ 13 ] |
| 39  | 2019 | 16º Rally d'Italia Sardegna         | Pierre-Louis Loubet                               | Vincent Landais                                          | Škoda Fabia R5         | [ 13 ] |
| 40  | 2019 | 69. Neste Rally Finland             | Nikolay Gryazin                                   | Yaroslav Fedorov                                         | Škoda Fabia R5         | [ 13 ] |
| 41  | 2019 | 37. ADAC Rallye Deutschland         | Fabian Kreim                                      | Tobias Braun                                             | Škoda Fabia R5 Evo     | [ 13 ] |
| 42  | 2019 | 12. Rally Turkey Marmaris           | Kajetan Kajetanowicz                              | Maciek Szczepaniak                                       | Škoda Fabia R5         | [ 13 ] |
| 43  | 2020 | 17.º Rally Guanajuato México        | Pontus Tidemand                                   | Patrick Barth                                            | Škoda Fabia R5 Evo     |        |
| 44  | 2020 | 13. Rally Turkey Marmaris           | Pontus Tidemand                                   | Patrick Barth                                            | Škoda Fabia Rally2 Evo |        |
| 45  | 2020 | 17º Rally d'Italia Sardegna         | Pontus Tidemand                                   | Patrick Barth                                            | Škoda Fabia Rally2 Evo |        |
| 46  | 2021 | 89ème Rallye Automobile Monte-Carlo | Andreas Mikkelsen                                 | Ola Fløene                                               | Škoda Fabia Rally2 Evo |        |
| 47  | 2021 | 11. Rally Estonia                   | Andreas Mikkelsen                                 | Ola Fløene                                               | Škoda Fabia Rally2 Evo |        |
| 48  | 2021 | 65. EKO Acropolis Rally of Gods     | Andreas Mikkelsen                                 | Elliott Edmondson                                        | Škoda Fabia Rally2 Evo |        |
| 49  | 2022 | 90ème Rallye Automobile Monte-Carlo | Andreas Mikkelsen                                 | Torstein Eriksen                                         | Škoda Fabia Rally2 Evo |        |
| 50  | 2022 | 69th Rally Sweden                   | Andreas Mikkelsen                                 | Torstein Eriksen                                         | Škoda Fabia Rally2 Evo |        |
| 51  | 2022 | 19º Rally d'Italia Sardegna         | Archivo:ANA flag (2017).svgborder Nikolay Gryazin | Archivo:ANA flag (2017).svgborder Konstantin Aleksandrov | Škoda Fabia Rally2 Evo |        |
| 52  | 2022 | 69th Safari Rally Kenya             | Kajetan Kajetanowicz                              | Maciej Szczepaniak                                       | Škoda Fabia Rally2 Evo |        |
| 53  | 2022 | 12. WRC Rally Estonia               | Andreas Mikkelsen                                 | Torstein Eriksen                                         | Škoda Fabia Rally2 Evo |        |
| 54  | 2022 | 71th Secto Rally Finland            | Emil Lindholm                                     | Reeta Hämäläinen                                         | Škoda Fabia Rally2 Evo |        |
| 55  | 2022 | 66. EKO Acropolis Rally Greece      | Emil Lindholm                                     | Reeta Hämäläinen                                         | Škoda Fabia Rally2 Evo |        |

### Victorias en el WRC 3
| N.º | Año  | Rally                                      | Piloto                                                               | Copiloto                                                              | Vehículo               | Notas |
| --- | ---- | ------------------------------------------ | -------------------------------------------------------------------- | --------------------------------------------------------------------- | ---------------------- | ----- |
| 1   | 2020 | 13. Rally Turkey Marmaris                  | Kajetan Kajetanowicz                                                 | Maciej Szczepaniak                                                    | Škoda Fabia R5 Evo     |       |
| 2   | 2020 | 41. ACI Rally Monza                        | Andreas Mikkelsen                                                    | Anders Jæger-Amland                                                   | Škoda Fabia R5 Evo     |       |
| 3   | 2021 | Arctic Rally Finland Powered by CapitalBox | Teemu Asunmaa                                                        | Marko Salminen                                                        | Škoda Fabia Rally2 Evo |       |
| 4   | 2021 | Croatia Rally                              | Kajetan Kajetanowicz                                                 | Maciej Szczepaniak                                                    | Škoda Fabia Rally2 Evo |       |
| 5   | 2021 | 54.º Vodafone Rally de Portugal            | Kajetan Kajetanowicz                                                 | Maciej Szczepaniak                                                    | Škoda Fabia Rally2 Evo |       |
| 6   | 2021 | 11. Rally Estonia                          | Archivo:Russian Automobile Federation flag.svgborder Alexey Lukyanuk | Archivo:Russian Automobile Federation flag.svgborder Yaroslav Fedorov | Škoda Fabia Rally2 Evo |       |
| 7   | 2021 | 65. EKO Acropolis Rally of Gods            | Kajetan Kajetanowicz                                                 | Maciej Szczepaniak                                                    | Škoda Fabia Rally2 Evo |       |
| 8   | 2021 | 70th Secto Rally Finland                   | Emil Lindholm                                                        | Reeta Hämäläinen                                                      | Škoda Fabia Rally2 Evo |       |
| 9   | 2021 | 56. RallyRACC Catalunya - Costa Daurada    | Reeta Hämäläinen                                                     | Emil Lindholm                                                         | Škoda Fabia Rally2 Evo |       |

### Victorias en el ERC
| N.º | Año  | Rally                                  | Piloto             | Copiloto            | Vehículo               | Notas  |
| --- | ---- | -------------------------------------- | ------------------ | ------------------- | ---------------------- | ------ |
| 1   | 2015 | 51.º Kenotek Ypres Rally               | Freddy Loix        | Johan Gitsels       | Škoda Fabia R5         | [ 14 ] |
| 2   | 2015 | 45.º Barum Czech Rally                 | Jan Kopecký        | Pavel Dresler       | Škoda Fabia R5         | [ 14 ] |
| 3   | 2016 | 62.º Seajets Acropolis Rally           | Ralfs Sirmacis     | Arturs Šimins       | Škoda Fabia R5         | [ 15 ] |
| 4   | 2016 | 52.º Kenotek Ypres Rally               | Freddy Loix        | Johan Gitsels       | Škoda Fabia R5         | [ 15 ] |
| 5   | 2016 | auto24 Rally Estonia                   | Ralfs Sirmacis     | Arturs Šimins       | Škoda Fabia R5         | [ 15 ] |
| 6   | 2016 | 46.º Barum Czech Rally                 | Jan Kopecký        | Pavel Dresler       | Škoda Fabia R5         | [ 15 ] |
| 7   | 2016 | Rally Liepaja                          | Ralfs Sirmacis     | Arturs Šimins       | Škoda Fabia R5         | [ 15 ] |
| 8   | 2017 | 52.º Azores Airlines Rallye            | Bruno Magalhães    | Hugo Magalhães      | Škoda Fabia R5         | [ 16 ] |
| 9   | 2017 | 47.º Barum Czech Rally                 | Jan Kopecký        | Pavel Dresler       | Škoda Fabia R5         | [ 16 ] |
| 10  | 2017 | Rally Liepaja                          | Nikolay Gryazin    | Yaroslav Fedorov    | Škoda Fabia R5         | [ 16 ] |
| 11  | 2018 | 64.º EKO Acropolis Rally               | Bruno Magalhães    | Hugo Magalhães      | Škoda Fabia R5         | [ 17 ] |
| 12  | 2018 | 47.º Cyprus Rally                      | Simos Galatariotis | Antonis Ioannou     | Škoda Fabia R5         | [ 17 ] |
| 13  | 2018 | 48.º Barum Czech Rally                 | Jan Kopecký        | Pavel Dresler       | Škoda Fabia R5         | [ 17 ] |
| 14  | 2018 | 75.º Rajd Polski - Rally Poland        | Nikolay Gryazin    | Yaroslav Fedorov    | Škoda Fabia R5         | [ 17 ] |
| 15  | 2018 | Rally Liepaja                          | Nikolay Gryazin    | Yaroslav Fedorov    | Škoda Fabia R5         | [ 17 ] |
| 16  | 2019 | 54.º Azores Airlines Rallye            | Łukasz Habaj       | Daniel Dymurski     | Škoda Fabia R5         | [ 18 ] |
| 17  | 2019 | Rally di Roma Capitale                 | Giandomenico Basso | Lorenzo Granai      | Škoda Fabia R5         | [ 18 ] |
| 18  | 2019 | 49.º Barum Czech Rally                 | Jan Kopecký        | Pavel Dresler       | Škoda Fabia R5 Evo     | [ 18 ] |
| 19  | 2019 | 1º Rally Hungary                       | Frigyes Turán      | László Bagaméri     | Škoda Fabia R5         | [ 18 ] |
| 20  | 2020 | 2º Rally Hungary                       | Andreas Mikkelsen  | Ola Fløene          | Škoda Fabia Rally2 Evo |        |
| 21  | 2021 | 9º Rally di Roma Capitale              | Giandomenico Basso | Lorenzo Granai      | Škoda Fabia Rally2 Evo |        |
| 22  | 2021 | 50. Barum Czech Rally Zlín             | Jan Kopecký        | Jan Hloušek         | Škoda Fabia Rally2 Evo |        |
| 23  | 2021 | 55.º Azores Rallye                     | Andreas Mikkelsen  | Elliott Edmondson   | Škoda Fabia Rally2 Evo |        |
| 24  | 2021 | 34.º Rally Serras de Fafe e Felgueiras | Andreas Mikkelsen  | Elliott Edmondson   | Škoda Fabia Rally2 Evo |        |
| 25  | 2022 | 56.º Azores Rallye                     | Efrén Llarena      | Sara Fernández      | Škoda Fabia Rally2 Evo |        |
| 26  | 2022 | 78. Orlen Rajd Polski - Rally Poland   | Mikołaj Marczyk    | Szymon Gospodarczyk | Škoda Fabia Rally2 Evo |        |
| 27  | 2022 | 10. Tet Rally Liepāja                  | Mārtiņš Sesks      | Renars Francis      | Škoda Fabia Rally2 Evo |        |
| 28  | 2022 | 10.º Rally di Roma Capitale            | Damiano De Tommaso | Giorgia Ascalone    | Škoda Fabia Rally2 Evo |        |
| 29  | 2022 | 51. Barum Czech Rally Zlín             | Jan Kopecký        | Jan Hloušek         | Škoda Fabia Rally2 Evo |        |